# 魂生大明神 (笠松町)
魂生大明神（こんせいだいみょうじん）は、岐阜県羽島郡笠松町八幡町にある神社である。
木曽川の堤（奈良津堤）上に位置する。境内には「へそ塚」が祀られている。
御神体は男性器の陰茎をかたちどった物である。毎月第2日曜日に月並祭。毎年11月3日は例大祭で祭典､神事､厄払いなど多彩な行事が行われる。

## 祭神
金精神
- 陰茎をかたちどった石製の御神体。調査によると、長さ3尺7寸（約120cm）、亀頭幅1尺1寸（約38cm）、陰茎の上端径8寸6分（約28cm）、陰茎の下端径1尺2寸（約40cm）という。
- 子宝、安産、縁結び、下の病や性病などに霊験があるとされるが、他に豊穣や生産に結びつくことから商売繁盛にも霊験があるとされている。

## 歴史

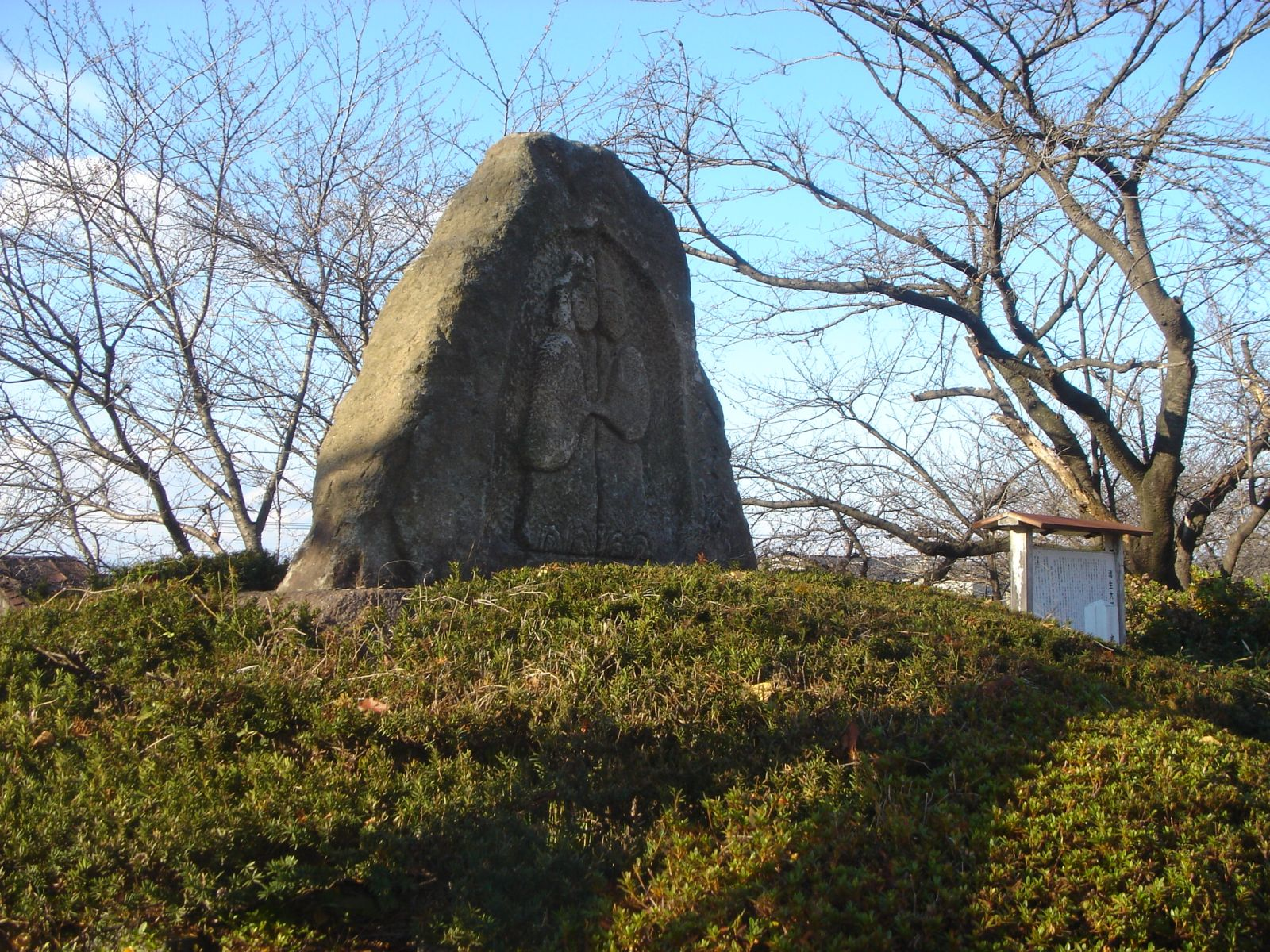
境内にある「へそ塚」

創建時期は江戸時代中期と言われている。元々はある美濃郡代が娘の縁談がないのを心配して､金精神の信仰がある陸奥国から男根の形をした石を取り寄せたという。この石は笠松陣屋の傍らに祠を設けて祀ったという。
1868年（明治元年）、美濃国の旧幕領、旗本領に笠松県が置かれ、県庁舎が笠松陣屋に置かれる。その後、1871年（明治4年）、廃藩置県により美濃国が岐阜県となると、岐阜県庁舎として使用される。この際も魂生大明神はそのまま祀られていた。
その後、笠松陣屋の建物を笠松学校（現笠松町立笠松小学校）に使用することとなり、教育上相応しくないという理由で、魂生大明神の祠は取り壊され、御神体は地中に埋められてしまう。しかし、この御神体を埋めた人物は程なく病死してしまう。このことから、御神体の祟りという噂が流れたという。
明治5年（1872年）頃、この噂を聞いた工夫（東京～長崎の電信付設工事を行っていた工夫と伝えられている）が、「そんなの迷信だ」と、その御神体を地中から掘り出し、赤色の染料をかけてしまう。すると、工夫は病に伏せてしまう。「祟りに違いない」と考え、御神体についた赤い染料を取り除こうとしたが取れなかったという。そこで石工に頼み、染料の部分を削り取ってもらうが、程なくして工夫と石工は病死したという。
これらの出来事から霊験あらたかなとの噂が花柳界に広まり、やがて全国に広まったという。
現在の場所に移転した時期は不明だが、鳥居の建立時期や当時の資料より、大正時代後期～昭和5年（1930年）ころと推測される。
2023年（令和5年）5月、社の建物が建て替えられる。建て替え費用は馬主でもあるDr.コパをはじめ、笠松競馬場の馬主、調教師などの有志が寄せた。

## その他
かつては降雨を祈願する際、褌を女性に着用させてから御神体の男根に巻けば、必ず雨が降るといわれていた。
魂生大明神のある奈良津堤は桜の名所であり、飛騨・美濃さくら三十三選に指定されている。
境内にあるへそ塚は、神社と同様に笠松陣屋の片隅にあったものが、この地に再建されたもので、安産、赤子の成長を願い、「へその緒」を収めている。
御神体の形を小さくした「なで石」は大穴的中のご利益があるとされ、笠松競馬場に近いこともあり、競馬ファンが参拝することがあるという。

## 交通アクセス
- 笠松町公共施設巡回町民バス「役場」バス停より徒歩で約12分。
- 名鉄名古屋本線 笠松駅より徒歩で約15分。

## 周辺施設
- 旧東笠松駅
- 笠松競馬場